# قط ذو أقدام بيضاء

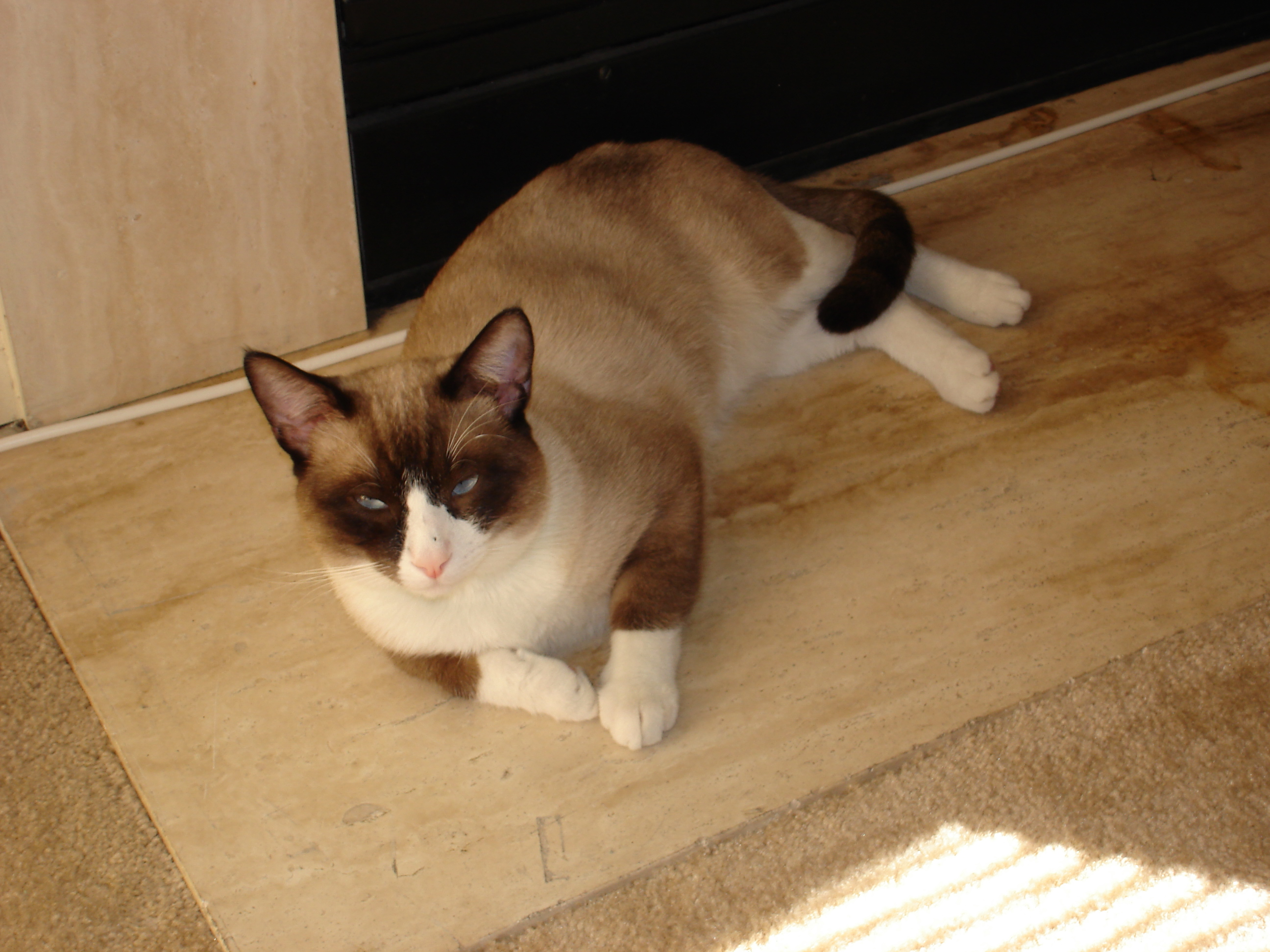

قط ذو الأقدام البيضاء (بالإنجليزية: Snowshoe)‏ ظهرت هذه السلالة كهجين بين القط الأمريكي قصير الشعر، والقط السيامي. فولد هذا النوع القوي، ذو الأقدام البيضاء والصدر الأبيض.

## الوصف
هو قط متوسط الحجم، جمع بين ضخامة الأجداد قصار الشعر، وطول الأجداد الشرقيين. فهو قوي، مناور، ورشيق، سريع الجري نظراً لطوله وقوته. كما يجعل منه لونه البني والبقع البيضاء والشعر القصير والجسم القوى نوعاً فريداً. وصوته ناعم منغم، يدل على عاطفة جياشة.
ويتميز هذا القط بالصفات الآتية:
الرأس عريض وتدي الشكل، متوسط الطول، وحجمه متناسب مع الجسم؛ والفم مستدير. أمّا الجبهة فمفلطحة، والأذنان عريضتان عند القاعدة، مع أطراف مستديرة وهي متوسطة الحجم تميل إلى الكبر قليلاً. أمّا العينان فبيضيتان، طولهما أكبر من عرضهما مع كونهما متوسطتي الحجم بالنسبة للرأس، وينحدران بميل ولونهما أزرق براق. والعنق متناسب مع طول الجسم. والجسم قوي طويل ذو حجم متوسط، وبنيان متوازن؛ والذيل متوسط الطول مدبب عند الطرف. الأرجل طويلة متناسبة مع حجم الجسم، وأكتافها بيضاء متوسطة الحجم. والفراء قصير إلى متوسط الطول، وناعم يتغير موسمياً. والقط في مجمله جميل الشكل والطبع.